# Ludia intermedia
Ludia intermedia är en fjärilsart som beskrevs av Jordan 1922. Ludia intermedia ingår i släktet Ludia och familjen påfågelsspinnare. Inga underarter finns listade i Catalogue of Life.